# Geophis nasalis
Espèce
Synonymes
- Catostoma nasale Cope, 1868
- Elapoides sieboldi Müller, 1882

Statut de conservation UICN

 LC  : Préoccupation mineure
Geophis nasalis  est une espèce de serpents de la famille des Dipsadidae.

## Répartition
Cette espèce se rencontre entre 600 et 1 500 m d'altitude au Chiapas au Mexique et au Guatemala.

## Publication originale
- Cope, 1868 : An examination of the Reptilia and Batrachia obtained by the Orton Expedition to Equador and the Upper Amazon, with notes on other species. Proceedings of the Academy of Natural Sciences of Philadelphia, vol. 20, p. 96-140 (texte intégral).